# 罗彼特·芬德的梦
《罗彼特·芬德的梦》（英語：Dream of the Rarebit Fiend）是美国漫画家温瑟·麦凯1904年9月10日起在报上发表的连环漫画，是他在《小萨米的喷嚏》之后第一部热卖漫画，确保作者在《纽约先驱报》的地位稳固。《罗彼特·芬德的梦》在先驱报社出版的《电讯晚报》刊登，麦凯因合约因素署笔名“西拉斯”。
漫画没有连续情节和常见角色，主要内容大多是人物吃过威爾士乾酪后做恶梦或怪梦，在结尾苏醒并后悔不该吃干酪。梦境通常反映人物心理缺陷，如恐懼症、偽善、不适感乃至黑暗幻想。麦凯1905年开始连载代表作《小尼莫梦乡历险记》，其中丰富多彩的奇妙梦境与《罗彼特·芬德的梦》对比鲜明，因前者的目标读者是儿童，后者旨在面向成人。
《罗彼特·芬德的梦》与《小尼莫梦乡历险记》大获成功，麦凯1911年与威廉·赫斯特的报业集团签约，薪酬待遇丰厚。报社编辑认为麦凯的漫画创作技巧成熟，但内容“严肃有余、风趣不足”，促使作者放弃连环画，改为创作社论漫画。麦凯1923至1925年以《罗彼特的遐想》之名恢复创作，但大多已经失传。
《罗彼特·芬德的梦》面世后改编成电影，如1906年埃德温·S·波特的真人短片《一个醉鬼的白日梦》，麦凯本人也拍出四部动画电影先锋之作，分别是1912年的《蚊子是怎么生活的》，1921年的《虫杂技》、《宠物》和《飞屋》。评论认为，《罗彼特·芬德的梦》有许多构想被后世流行文化采纳，如《金刚》、《哥斯拉》中的巨兽破坏城市。

## 概述

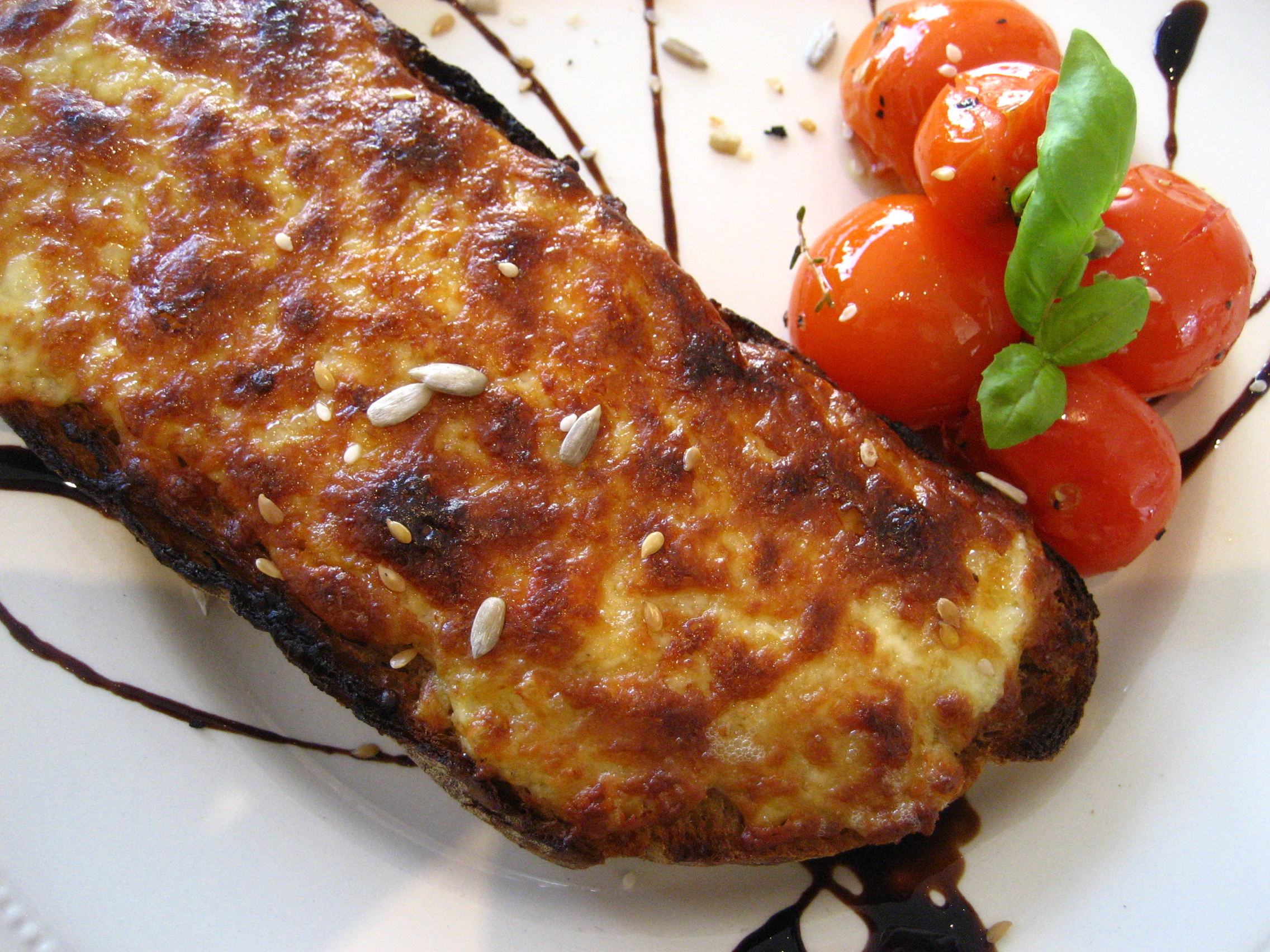
奶酪融化后涂上烤面包便是威爾士乾酪

温瑟·麦凯1904年开始创作《罗彼特·芬德的梦》，比他讲述童趣梦境的《小尼莫梦乡历险记》早一年，比超现实主义运动艺术家向公众展示潛意識更要早整整一代人。《罗彼特·芬德的梦》没有重复出现的角色，内容大同小异：主角吃过威爾士乾酪后入睡，睡梦反映他的心理黑暗面。人物通常在漫画开头就面临荒谬处境，而且情况越来越奇怪，直到结尾从梦中醒来。部分情节颇显愚蠢可笑，如大象从天花板上掉落，两件女式貂皮大衣打架。有些情节让人难受，如第一人称视角描绘車裂与活埋，亦或孩子的母亲变成树。还有人物旁观亲友奇妙或可怕的遭遇。漫画主角大多是美国中产阶级城镇居民，在麦凯看来，该阶层还在不断发展状大，他们害怕公开受辱、失去社会地位或尊重，或者就是无法控制的怪异物种。
麦凯创作的连环漫画只有《罗彼特·芬德的梦》涉足社会、政治议题或当代生活，如宗教领袖、酗酒、无家可归人士、政治演讲、自杀、时尚等。他的其他连环漫画都是幻想，背景模糊，没有明确时间痕迹。漫画涉及的当代事例包括西奥多·罗斯福1904年当选美国总统，纽约1902和1904年分别落成的熨斗大廈与瑞吉酒店，1904至1905年的日俄战争。

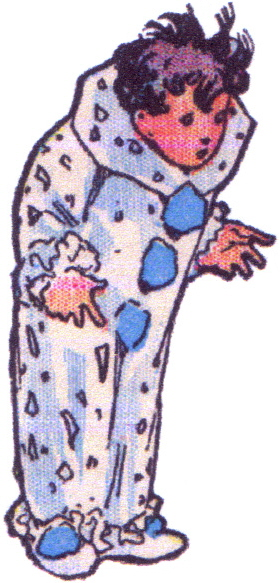
小尼莫在《罗彼特·芬德的梦》登场

威爾士乾酪是奶酪用爱尔啤酒稀释后涂上烤面包、混以辣椒粉和芥末制成。麦凯选用这种食品没有特殊原因，文化理论家斯科特·布卡特曼（Scott Bukatman）表示，人们不会把威爾士乾酪与做恶梦联系起来。
1904年12月10日，麦凯笔下最知名的角色小尼莫在《罗彼特·芬德的梦》问世。1905年，麦凯开始在《纽约先驱报》连载《小尼莫梦乡历险记》漫画。与《小尼莫梦乡历险记》相比，《罗彼特·芬德的梦》中画面基本没有背景，通常立足静态视角，主角位置固定。《小尼莫梦乡历险记》注重画面美观，《罗彼特·芬德的梦》的内容份量要重得多。《小尼莫梦乡历险记》的情节随每周更新延续，《罗彼特·芬德的梦》每期内容基本独立。《小尼莫梦乡历险记》的梦境主要面向儿童读者，《罗彼特·芬德的梦》包括成人导向内容，如社交尴尬、害怕死亡或发疯等。两部漫画都有实现梦想的幻想。
《罗彼特·芬德的梦》没有直接的幽默，内容也没有逃避现实倾向，这与当时绝大多数连环漫画不同。麦凯突出读者的黑暗面，如伪善、欺骗、恐惧、不适感。作品经常表现社交中令人厌恶的方面，从负面角度呈现婚姻、金钱和宗教信仰。麦凯热衷突破正式界限，在许多连环画采用俏皮的自指，人物有时以作者笔名“西拉斯”（Silas）指代，有时直指读者。《罗彼特·芬德的梦》的自指内容很常见，但在麦凯的其他作品绝迹。
《罗彼特·芬德的梦》的图画技艺娴熟，但与作者其他作品一样，对话框内文字很难看，甚至略嫌模糊。转印版大多会把画面大幅缩小，文字模糊更严重。从画面上看，作者对文字、对话框及其位置颇为随意，其中常见重复独白，体现人物越来越感到困惑，这种倾向表明麦凯的创作天赋在于画面而非语言。

## 背景

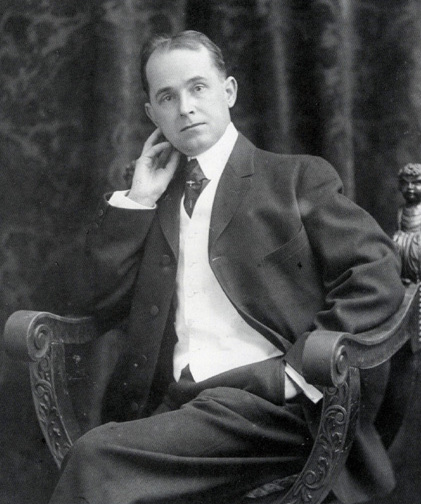
温瑟·麦凯的婚姻矛盾重重，对《罗彼特·芬德的梦》影响很大

麦凯19世纪90年代开始创作漫画，在报纸和杂志发表大量作品。他以绘画速度快闻名，与哈利·胡迪尼、威廉·克劳德·杜肯菲尔德（W. C. Fields）等人一样经常获聘走上杂耍舞台表演粉笔说。麦凯早在创作《罗彼特·芬德的梦》和《小尼莫梦乡历险记》前就对梦境很感兴趣，至少有十部定期更新的早期连环漫画采用《白日梦》（Daydreams）、《梦一场》（It Was Only a Dream）之类名称。以梦为主题的连环漫画并非麦凯率先出版，《纽约先驱报》聘请麦凯前就曾发表三部，其中第一部是查尔斯·里斯（Charles Reese）1902年的《瞌睡虫迪克》（Drowsy Dick）。弗洛伊德著作《夢的解析》1900年出版后，精神分析学和解梦开始进入大众意识。
麦凯的初步构想是烟鬼突然发现置身北极，找不到烟和打火机，最后醒来发现只是做梦。《纽约先驱报》建议创作连环漫画，把烟改成干酪，麦凯接受建议。漫画在报社附属刊物《电讯晚报》（Evening Telegram）连载，《纽约先驱报》编辑要求麦凯在《罗彼特·芬德的梦》署筆名，同其他作品区别。麦凯签署的笔名是“西拉斯”，源自社区垃圾车司机。1911年跳槽威廉·赫斯特的《纽约美国人报》后，麦凯用回本名，不再署笔名。
麦凯1891年结婚但婚姻不幸福。为他立传的约翰·卡梅克（John Canemaker）指出，麦凯在《罗彼特·芬德的梦》中把婚姻描绘成“伪善、嫉妒与误会的雷区”。麦凯身材矮小，身高仅一米五，和他一样高的妻子在家里说了算。《罗彼特·芬德的梦》经常出现矮小内向的男子，听凭高大、肥胖的夫人使唤。漫画中还经常出现巨人症，人物迅速生长，可能是对作者渺小感的补偿。麦凯的弟弟亚瑟（Arthur）关在精神病院，估计是漫画富含精神病内容的重要原因。

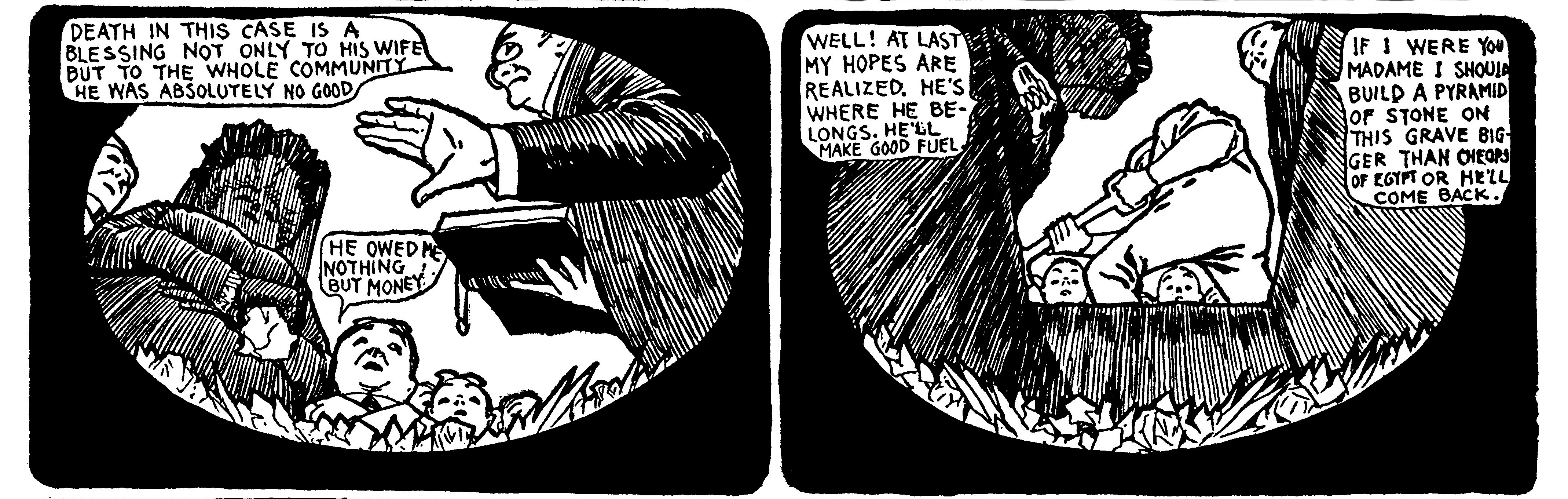
1905年2月25日《罗彼特·芬德的梦》以第一人称视角描绘活埋

《罗彼特·芬德的梦》的内容颇为悲观，但深得受众青睐，促使赫斯特1911年高薪聘请麦凯。赫斯特旗下编辑阿瑟·布里斯班（Arthur Brisbane）认为麦凯的作品“严肃有余、风趣不足”，敦促麦凯放弃包括本作和《小尼莫梦乡历险记》在内的连环漫画，全职为社论配图。

### 灵感来源

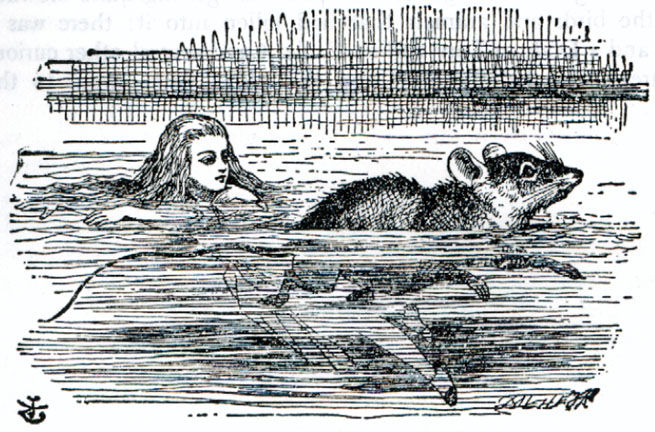
《爱丽丝梦游仙境》很可能影响麦凯的连环漫画创作

克劳德·莫利特尼（Claude Moliterni）、乌尔里希·默克（Ulrich Merkl）、阿尔弗雷多·卡斯特利（Alfredo Castelli）等学者指出，《罗彼特·芬德的梦》的创作可能受众多先辈作品影响。如愛德華·利爾1870年的名作《胡诌诗集》（The Book of Nonsense），格莱特·伯吉斯（Gelett Burgess）1901年的《伯吉斯胡诌诗集》（The Burgess Nonsense Book），路易斯·卡羅1865年的《爱丽丝梦游仙境》。学者认为《爱丽丝梦游仙境》的泪池是早期《罗彼特·芬德的梦》漫画中汗水洪流的灵感源头，麦凯接触各种刊物的梦境主题动画或插图同样可能影响创作。
估计哈勒·奥伦·康明斯（Harle Oren Cummins）1902年的连环画《威尔士干酪的传说》（Welsh Rarebit Tales）对麦凯创作影响最大。康明斯自称是从15部讲述吃过威尔士干酪或龙虾后做恶梦的科幻小说汲取灵感。1911至1912年麦凯为《纽约先驱报》创作的许多连环画曾以《龙虾恶魔之梦》（Dream of a Lobster Fiend）为题。
学者认为，麦凯的创作可能还受以下作家或作品影响：H·G·威尔斯，李曼·法蘭克·鮑姆1900年的《绿野仙踪》、J·M·巴里1904年的《彼得潘与温蒂》、卡洛·科洛迪1883年的《木偶奇遇记》、阿瑟·柯南·道尔1889年的歇洛克·福尔摩斯系列小说《工程師拇指探案》、亨利克·显克微支1896年的《你往何處去》、羅伯特·路易斯·史蒂文森1886年的《化身博士》、马克·吐温1893年的《百万英镑》（The 1,000,000 Pound Bank-Note）。
麦凯从未承认自家作品受到弗洛伊德及1900年出版的《解梦》影响，但学者默克认为，当时纽约报纸上探讨或报导弗洛伊德理论的内容很多，麦凯身为纽约报业一员应该熟知这些理论。

## 出版史

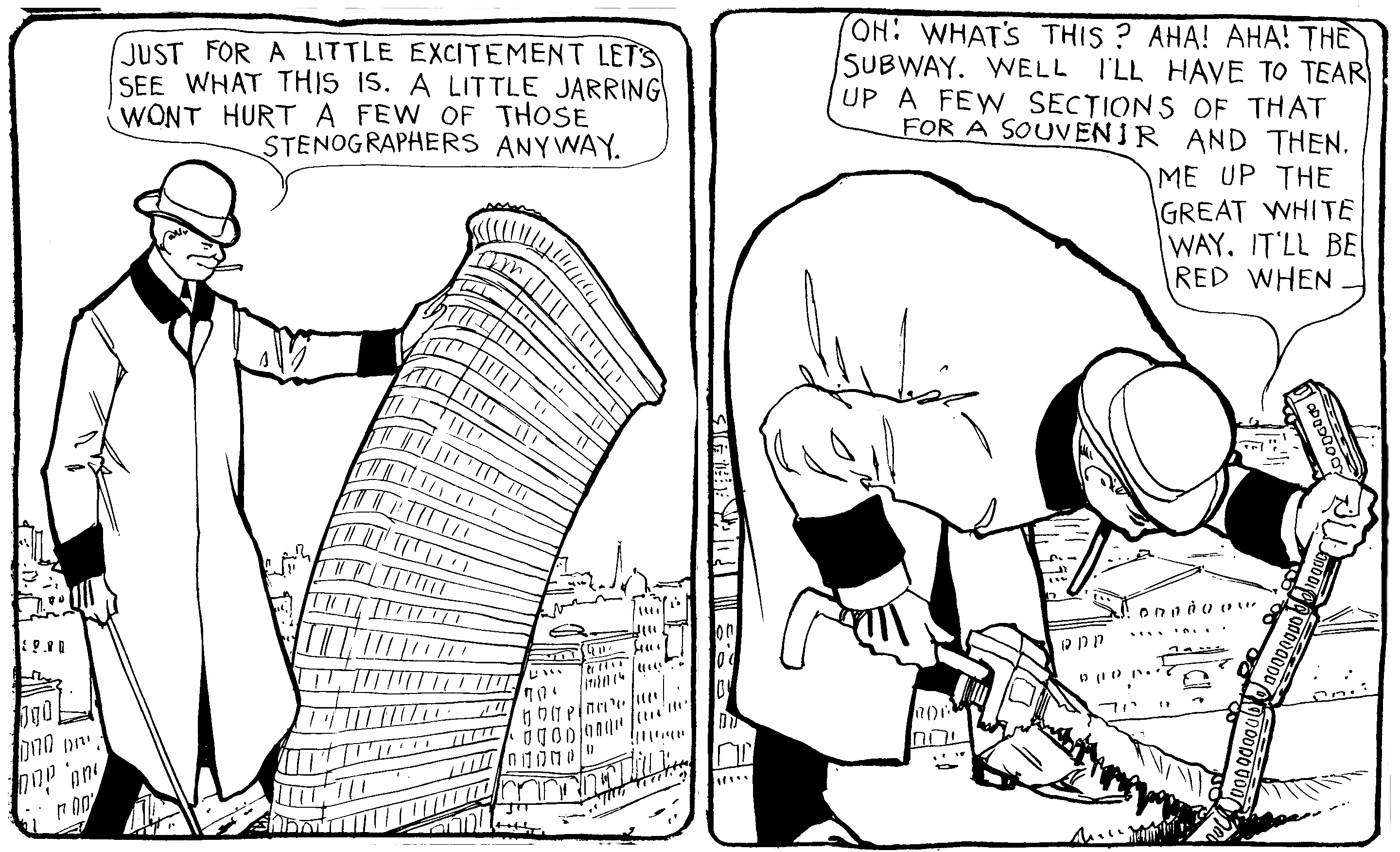
1905年1月7日的《罗彼特·芬德的梦》讲述巨人肆虐纽约

《罗彼特·芬德的梦》是麦凯最长的连环漫画，比他最有名的《小尼莫梦乡历险记》还多三百余期。《小萨米的喷嚏》（Little Sammy Sneeze）出版数月后，首期《罗彼特·芬德的梦》于1904年9月10日登上《纽约先驱报》。《小萨米的喷嚏》为麦凯在报纸漫画组取得一席之地，《罗彼特·芬德的梦》在报社旗下《电讯晚报》发表，是作者第二部报纸热门连环画。
作者每周更新两到三期，工作日一般占四分之一页版面，周六占半页。绝大多数漫画是黑白画面，1913年在《纽约先驱报》按周更新的29期是彩色，这些都是1908至1911年创作，但《电讯晚报》因疏忽没有刊登。麦凯鼓励读者提供梦境构想，发给报社的“梦想家西拉斯”。建议一旦采纳，麦凯会在这期作品的签名旁致谢，雨果·根斯巴克便是构思获选的热心读者。
《罗彼特·芬德的梦》持续连载到1911年，1911到1913年又在其他报纸以不同标题发布，如《仲夏日之梦》（Midsummer Day Dreams）和《梦一场》。1923至1925年，麦凯以《罗彼特的遐想》之名恢复创作，但所签是儿子的名字“小罗伯特·温瑟·麦凯”（Robert Winsor McCay Jr.）。从画面来看，《罗彼特的遐想》是麦凯创作，但文字可能不是。麦凯有时创作动画和社论漫画也署儿子的名字。《罗彼特的遐想》确知存世的仅有七期，当初发表的肯定不止。

### 合集

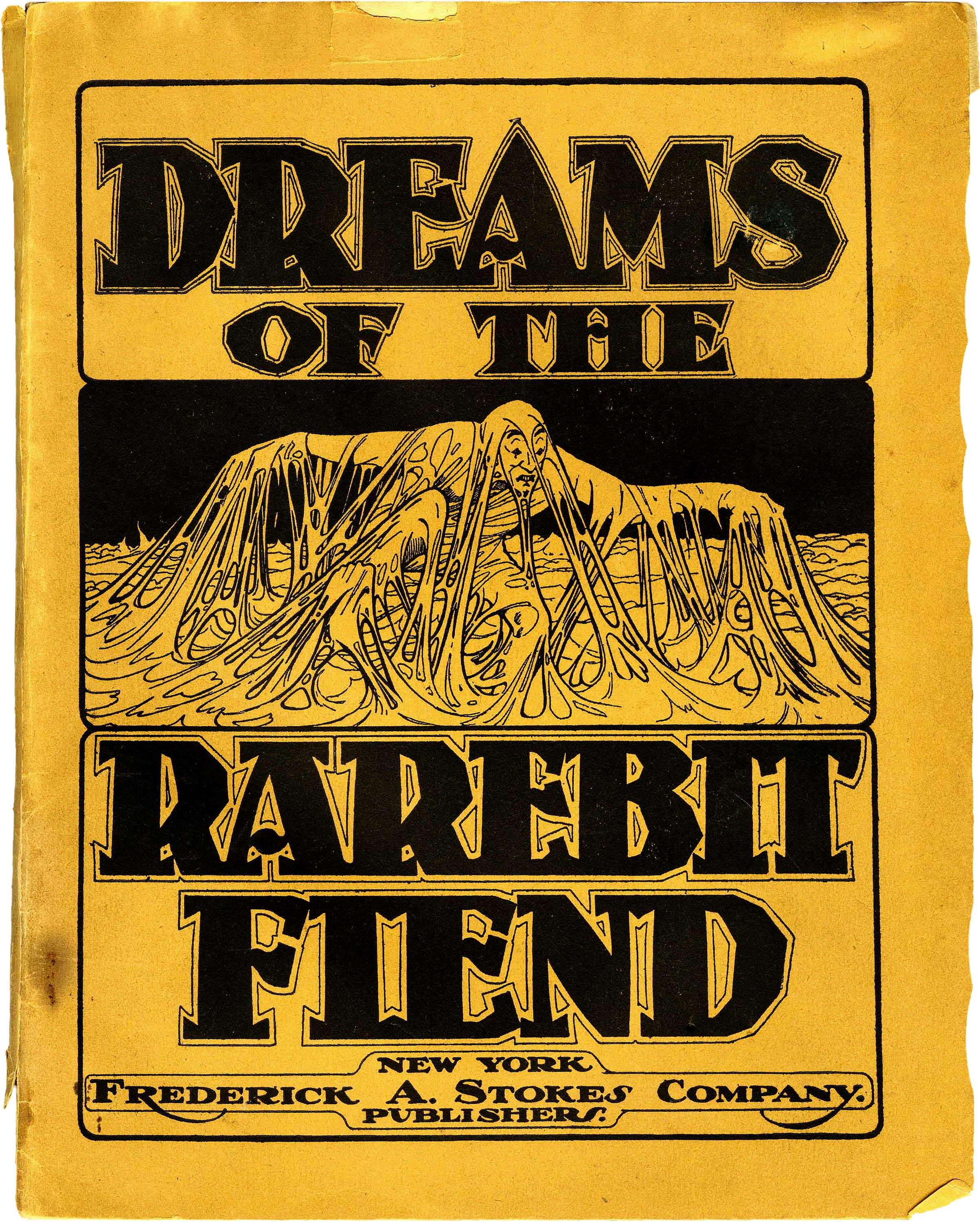
1905年面世的第一部合集封面

1905年，弗雷德里克·阿伯特·斯托克斯（Frederick A. Stokes）率先出版《罗彼特·芬德的梦》同名合集，包含51期作品。1973年多佛出版社重印1905年版，画面放大一成并新增引言。多佛版没有收录原版最后一期内容，出版商担心20世纪70年代读者不会认可其中带有种族主义色彩的笑料。
里克·马绍尔（Rick Marschall）编辑、幻图书社1988和2006年出版的麦凯各类作品集《白日梦与恶梦》（Daydreams and Nightmares）就有《罗彼特·芬德的梦》。检查员图书推出八卷《温瑟·麦凯：早期作品》（Winsor McCay: Early Works），其中收录许多《罗彼特·芬德的梦》，2006年又出版《罗彼特·芬德的梦：周六版》，包含183期周六彩色版。检查员图书重印的《罗彼特·芬德的梦》连环画约有三百期。
2007年7月，德国美术史学家默克自行出版《罗彼特·芬德的梦》，共464页，规格43.5×31厘米，以原版尺寸重印369期连环画。过去的重印尺寸大多只有原版约三分之一，文字更难辩论，而且会损失细节。这么大的书籍尺寸不可能自动装订，只能采用手工。图书限发一千本，所附DVD包含821幅连环画扫描文件、书籍全部内容、连环画目录，还有麦凯的动画片片段。连环画源自默克私人收藏、俄亥俄州立大学漫画研究图书馆，以及从纽约公共图书馆购买、包含《电讯晚报》刊登全部原作的微缩胶片。据默克透露，平均每张连环画需要六小时完成扫描和复原。书中还有意大利漫画编辑卡斯特利执笔的两篇论文，前国际梦境研究协会主席杰里米·泰勒（Jeremey Taylor）也贡献一篇。
2011年，周日图书出版社出版《遗忘的幻想：1900至1915年周日漫画》（Forgotten Fantasy: Sunday Comics 1900-1915），其中收录全套《罗彼特·芬德的梦》。

## 其他媒体
麦凯的作品非常流行，他和其他电影人都曾拍摄改编电影，有些作品还在百老汇演出。麦凯曾签署合约参与创作“喜歌剧或音乐剧盛宴”《威尔士干酪恶魔之梦》，马克斯·赫希菲尔德（Max Hirschfeld）作曲，乔治·亨利·佩恩（George Henry Payne）与罗伯特·吉尔伯特·韦尔奇（Robert Gilbert Welch）填词，但始终没有落实。

### 电影

#### 《一个醉鬼的白日梦》（1906年）
1906年，电影先驱埃德温·S·波特为爱迪生公司制作七分钟真人短片《一个醉鬼的白日梦》。约翰·布朗（John P. Brawn）扮演的醉鬼主角在床上受尽小魔鬼折磨，床在空中飞舞，醉鬼吊在尖顶上的镜头与1905年1月28日刊登的早期连环画类似。

#### 麦凯制作的动画片
麦凯根据《罗彼特·芬德的梦》推出四部手绘动画片：

##### 《蚊子是怎么生活的》（1912年）
《蚊子是怎么生活的》又名《蚊子的故事》，是麦凯第二部电影，1911年12月完成制作，1912年发行，是手绘线条动画的早期典范。作品讲述戴帽子的巨大蚊子飞进窗户，吸食床上男子的血液，男子辗转反侧且反复尝试打死蚊子未果，蚊子持续吸血直到爆炸。蚊子吸血时不是像气球一样膨胀，而是根据身体结构按自然形态逐渐充实。电影理念源自1909年6月5日《罗彼特·芬德的梦》，卡梅克称赞麦凯赋予蚊子特征与个性的出色功底。

##### 《虫杂技》（1921年）
《虫杂技》讲述流浪汉从精心绘制的树从中走出来后入睡，口中喃喃自语吃下奶酪蛋糕后做怪梦。接下是许多虫子一只接一只地表演，背景画面非常细致逼真。表演最后是蜘蛛抓住并吃掉观众的影子。
影片在1921年9月12日左右发行，构想源自麦凯在马戏团和杂耍演出界的经验。电影以杂耍演出形式呈现，但没有麦凯在动画片《恐龙葛蒂》中采用的舞台互动。影评人安德鲁·萨里斯声称《虫杂技》是他最喜欢的麦凯电影，称赞片中“画面的线条表现力与动作的直观韵律”。萨里斯还称，费德里柯·费里尼等导演都因同类表现形式赢得赞誉。

##### 《宠物》（1921年）
《宠物》讲述夫妻二人收养的神秘宠物食欲大到永远都无法满足，牛奶、家猫、家俱、老鼠药，甚至经过的飞机、飞艇等交通工具都被它吞入腹中，长得越来越大。宠物在城市摩天大楼间徘徊，大群飞机和齊柏林飛船集结前去轰炸。
《宠物》于1921年9月19日左右发行，构想源自1905年3月8日《罗彼特·芬德的梦》。卡梅克称影片内容阴暗，是麦凯最后一部完全掌握创意主创权的电影。漫画家斯蒂芬·比塞特（Stephen R. Bissette）认为本片是“史上首部‘巨兽攻击城市”电影’。

##### 《飞屋》（1921年）
美国在20世纪10至20世纪迅速城市化，女子吃过威尔士干酪后梦见房子飞起来。《飞屋》的细节非常逼真，房子从各方向看都很传统，女子的丈夫在阁楼维护巨型发动机。他把螺旋桨装在房屋前方竖井，告诉夫人房东想以欠款为由把他们赶走，这就是他想到的解决办法。丈夫自称计划“偷走房子”，两人飞往房东永远都找不到的地方：沼泽、大海，甚至飞到月亮上后又被月中人用苍蝇拍赶走。房子飞上天空时，影片引导观众注意动画品质和精确程度，吸引观众仔细观察“随之而来的杰出动画”，精确呈现地球和月球运转，以及“美丽的獵戶座”。片尾是军用导弹击中房屋，床上女子从梦中苏醒。
本片1921年9月26日发行，字幕显示的制片人叫“温瑟·西拉斯·麦凯”，但标为麦凯之子鲍勃（Bob McCay）的作品，卡梅克认为影片制作不大可能没有麦凯本人参与。1921年《纽约时报》的评论认为本片“制作精良，人物出色，非常值得一看”，但在幽默角度还能更进一步。影评人理查德·埃德（Richard Eder）认为此时大部分美国动画内容趋于天真浪漫，与本片真实刻画的恶梦截然不同。2011年，动画师比尔·普莱姆顿（Bill Plympton）利用Kickstarter融资后修复本片，还将影片上色，演员馬修·莫汀与派翠西娅·克拉克森配音。

### 音乐
1907年，爱迪生军乐队向爱迪生留声机表演托马斯·瑟班（Thomas W. Thurban）所创乐曲《罗彼特·芬德的梦》。估计曲目是以鲍特1906年短片为灵感，原计划用于短片伴奏。乐曲适合18到20人的乐队演出，此后多次录制。

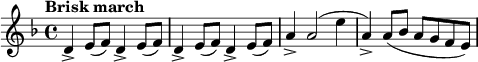
托马斯·瑟班1907创作的《罗彼特·芬德的梦》主题

## 影响

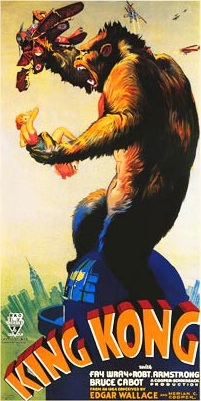
巨人或巨兽破坏城市等构想已融入流行文化

《小尼莫梦乡历险记》是麦凯最著名的作品，其中可以看到包括剧情、结构在内许多《罗彼特·芬德的梦》的元素，例如1907年10月31日《会走的床》（walking bed）构想就与1908年7月26日的《小尼莫梦乡历险记》相同。
漫画学者杰特·赫尔（Jeet Heer）认为，《罗彼特·芬德的梦》“可能是美国历史上最离奇的报纸内容”。默克指出，作品众多范例预示后来的传媒构想或镜头，例如连环画中男子踢狗、掌掴女子、殴打盲人，还将另一女子扔出窗户，这些内容都在路易斯·布努埃尔1930年的电影《黄金时代》（L'Age d'Or）体现；又如巨人在大城市随意行走，爬楼并破坏建筑和地铁，与1933年电影《金刚》类似。1907年3月9日连环画讲述幼童卧室变成狮子出没的丛林，默克认为与雷·布萊伯利1950年小说《非洲大草原》（The Veldt）异曲同工；萨尔瓦多·达利1941年的超现实主义绘画《柔和的自画像与煎培根》（Soft self-portrait with fried bacon），以及特里·吉列姆1985年电影《妙想天开》中的整形手术，都令人想到1908年9月26日连环画中能够伸缩的脸。比塞特将连环画中从建筑起飞的电梯等画面与蒂姆·伯顿2005年电影《查理和巧克力工厂》对比。
《罗彼特·芬德的梦》很可能对弗兰克·金（Frank King）的早期连环漫画《伪装者鲍比》（Bobby Make-Believe）影响显著。卡尔·巴克斯童年时期在《旧金山观察家报》看到《小尼莫梦乡历险记》，自称是该作品粉丝，学者普遍认为他受到《罗彼特·芬德的梦》影响。巴克斯创作的唐老鸭连环漫画众多内容与《罗彼特·芬德的梦》类似。1943至1954年特克斯·艾弗里创作的许多动画片明显带有《罗彼特·芬德的梦》痕迹。科幻插画家弗兰克·保罗（Frank R. Paul）为众多纸浆杂志创作的封面也受《罗彼特·芬德的梦》影响。
阿特·斯皮格曼（Art Spiegelman）在1974年的连环画《故障》（Breakdowns）恶搞并致敬《罗彼特·芬德的梦》。1991年，里克·维奇（Rick Veitch）开始根据梦境创作短篇漫画，并从1994年起在自家经营的王者地狱出版社出版21期《罗林·里克的干酪恶魔》（Roarin' Rick's Rare Bit Fiends）。此外，约翰·阿什伯里曾出版诗作《罗彼特·芬德的梦》。

## 脚注
1. 1 2 3 4 5 6 7 8  Heer 2006.
2. 1 2  Petersen & 2010，第102页
3. ↑  Chute，Devoken & 2012，第80页
4. 1 2 3  Dover editors & 1973，第xii页
5. ↑  Bukatman & 2012，第48, 53, 80页
6. ↑  Merkl & 2007b，第490–492页
7. ↑  Dover editors 1973，第xii頁; Moody & Bissette 2010.
8. ↑  Glenn 2007.
9. ↑  Bukatman & 2012，第57页
10. ↑  Canemaker & 2005，第87页
11. 1 2  Markstein 2007.
12. 1 2 3  Dover editors & 1973，第vii页
13. ↑  Bukatman & 2012，第60, 221页
14. ↑  Merkl & 2007b，第496页
15. ↑  Dover editors & 1973，第ix–xii页
16. ↑  Bukatman & 2012，第63, 87页
17. ↑  Bukatman & 2012，第193页
18. ↑  Merkl & 2007b，第492页
19. ↑  Gutjahr，Benton & 2001，第166页
20. 1 2 3 4  Heller 2007.
21. ↑  Taylor & 2007，第554页
22. 1 2 3  Moody & Bissette 2010.
23. ↑  Castelli & 2007，第549页
24. 1 2  Dover editors & 1973，第ix页
25. ↑  Merkl & 2007b，第479页
26. ↑  Heer 2006; Merkl 2007b，第518頁; Canemaker 2005，第85頁.
27. ↑  Taylor & 2007，第555页
28. ↑  Merkl & 2007b，第512页
29. ↑  Taylor & 2007，第554–555页
30. ↑  Taylor & 2007，第555–556页
31. 1 2 3 4 5 6  Bissette 2007.
32. ↑  Dover editors 1973，第xii頁; Canemaker 2005，第82頁.
33. ↑  Merkl 2007b，第487頁; Bukatman 2012，第50頁.
34. ↑  Merkl & 2007b，第498–499页
35. ↑  Taylor & 2007，第552–553页
36. 1 2 3  Merkl & 2007b，第488页
37. ↑  Harvey & 1994，第27–28页
38. 1 2 3  van Opstal 2008.
39. ↑  Canemaker & 2005，第83页
40. ↑  Merkl & 2007b，第498页
41. ↑  Merkl & 2007b，第478页
42. ↑  Merkl & 2007b，第488–489页
43. ↑  Merkl & 2007b，第485页
44. ↑  Merkl & 2007b，第466页
45. 1 2 3  Dover editors & 1973，第xiii页
46. ↑  Heer 2006; Raiteri 2006.
47. ↑  Brady 2008; Merkl 2007b，第583頁.
48. 1 2  Stofka 2008.
49. ↑  van Opstal 2008; Stofka 2008.
50. ↑  Bissette 2007; Stofka 2008.
51. ↑  Forgotten Fantasy.
52. 1 2  Canemaker & 2005，第78页
53. ↑  Dover editors & 1973，第xii–xiii页
54. ↑  Eagan 2010，第33頁; Canemaker 2005，第164頁.
55. 1 2  Berenbaum 2009，第138頁; Telotte 2010，第54頁.
56. ↑  Theisen & 1933，第84页
57. ↑  Telotte & 2010，第54页
58. ↑  Barrier 2003，第17頁; Canemaker 2005，第165頁.
59. ↑  Eagan 2010，第33頁; Canemaker 2005，第167頁.
60. ↑  Eagan & 2010，第33页
61. ↑  Telotte & 2010，第52页
62. ↑  Telotte & 2010，第53页
63. 1 2 3  Telotte & 2010，第51页
64. ↑  Canemaker & 2005，第197页
65. 1 2 3 4  Canemaker & 2005，第198页
66. 1 2  Telotte & 2010，第59页
67. ↑  Telotte & 2010，第54–58页
68. ↑  Persons 2011.
69. ↑  Goldmark & 2007，第227页
70. ↑  Merkl & 2007b，第495–496页
71. ↑  Merkl & 2007b，第530–531页
72. ↑  Merkl & 2007b，第531页
73. ↑  Merkl & 2007a，第261页
74. ↑  Merkl & 2007a，第55页
75. ↑  Bissette 2007; Dover editors 1973，第ix頁.
76. ↑  Merkl & 2007b，第500页
77. ↑  Merkl & 2007b，第501页
78. ↑  Young 2000.
79. ↑  Chiasson 2017.